# Johnnie Walker (attore)
Johnnie Walker, anche nella variante grafica Johnny Walker (New York, 7 gennaio 1894 – New York, 5 dicembre 1949), è stato un attore e regista statunitense oltre che produttore teatrale e cinematografico.

## Biografia
Nato a New York il 7 gennaio 1894, iniziò la sua carriera cinematografica a metà degli anni dieci. Lavorò soprattutto come attore, ma diresse e produsse anche qualche film. A teatro, il suo nome appare sui cartelloni di Broadway tra il 1945 e il 1946 come regista e produttore.
Si sposò due volte, sempre con un'attrice: con Maude Wayne (1890–1983), da cui divorziò nel 1936, e con Rena Parker (1895–1983).

## Filmografia

### Attore
- The Bribe, regia di Lucius Henderson - cortometraggio (1915)
- A Lucky Loser, regia di Will Louis - cortometraggio (1915)
- Won Through Merit, regia di Eugene Nowland - cortometraggio (1915)
- Cohen's Luck, regia di John H. Collins (1915)
- On Dangerous Paths, regia di John H. Collins - mediometraggio (1915)
- Cartoons on Tour, regia di Raoul Barré - cortometraggio (1915)
- On the Wrong Track, regia di Harry Beaumont - cortometraggio (1915)
- The Slavey Student, regia di John H. Collins - cortometraggio (1915)
- Her Happiness, regia di Harry Beaumont - cortometraggio (1915)
- The Land of Adventure, regia di Harry Beaumont - cortometraggio (1915)
- Destruction, regia di Will S. Davis (1915)
- The Girl of the Gypsy Camp, regia di Langdon West - cortometraggio (1915)
- The Man from Nowhere, regia di Henry Otto (1916)
- Behind the Veil, regia di Lucius Henderson - cortometraggio (1916)
- Love's Masquerade, regia di Lucius Henderson - cortometraggio (1916)
- The Girl Who Didn't Tell, regia di Robert F. Hill - cortometraggio (1916)
- Cheaters, regia di Lucius Henderson - cortometraggio (1916)
- Toto of the Byways, regia di Lee Kohlmar - cortometraggio (1916)
- The Mystery of My Lady's Boudoir, regia di Francis J. Grandon - cortometraggio (1917)
- The Masked Cupid - cortometraggio (1917)
- The Seeds of Redemption, regia di Robert F. Hill - cortometraggio (1917)
- The Beautiful Impostor, regia di Lucius Henderson - cortometraggio (1917)
- The Untamed, regia di Lucius Henderson - cortometraggio (1917)
- A Son of Strife, regia di  Paolo Trinchera (1918)
- The Knife, regia di Robert G. Vignola (1918)
- His Daughter Pays, regia di Paolo Trinchera (1918)
- Brown of Harvard, regia di Harry Beaumont (1918)
- Impossible Catherine, regia di John B. O'Brien (1919)
- The Open Door, regia di Dallas M. Fitzgerald (1919)
- Greater Than Fame, regia di Alan Crosland (1920)
- Mamma (Over the Hill to the Poorhouse), regia di Harry Millarde (1920)
- Fantômas, regia di Edward Sedgwick - serial (1920)
- Live Wires, regia di Edward Sedgwick (1921)
- Play Square, regia di William K. Howard (1921)
- What Love Will Do, regia di William K. Howard (1921)
- The Jolt, regia di George Marshall (1921)
- Extra! Extra!, regia di William K. Howard (1922)
- The Sagebrush Trail, regia di Robert Thornby (1922)
- In the Name of the Law, regia di Emory Johnson (1922)
- My Dad, regia di Clifford Smith (1922)
- The Third Alarm, regia di Emory Johnson (1922)
- Captain Fly-by-Night, regia di William K. Howard (1922)
- Broken Hearts of Broadway, regia di Irving Cummings (1923)
- The Fourth Musketeer, regia di William K. Howard (1923)
- Mary of the Movies, regia di John McDermott (1923)
- Children of the Dust, regia di Frank Borzage (1923)
- Broken Hearts of Broadway, regia di Irving Cummings (1923)
- Shattered Reputations (1923)
- Red Lights, regia di Clarence G. Badger (1923)
- The Mailman, regia di Emory Johnson (1923)
- Fashionable Fakers, regia di William Worthington (1923)
- The Spirit of the USA, regia di Emory Johnson (1924)
- Girls Men Forget, regia di Maurice Campbell e Wilfred Lucas (1924)
- Il vino della giovinezza (Wine of Youth), regia di King Vidor (1925)
- The Slanderers, regia di Nat Ross (1924)
- Life's Greatest Game, regia di Emory Johnson (1924)
- Galloping Hoofs, regia di George B. Seitz (1924)
- The Reckless Sex, regia di Alan James (1925)
- The Mad Dancer, regia di Burton L. King (1925)
- Lilies of the Streets, regia di Joseph Levering (1925)
- Lena Rivers, regia di Whitman Bennett (1925)
- The Scarlet West, regia di John G. Adolfi (1925)
- Children of the Whirlwind, regia di Whitman Bennett (1925)
- Soiled, regia di Fred Windemere (1925)
- Transcontinental Limited, regia di Nat Ross (1926)
- The Earth Woman, regia di Walter Lang (1926)
- Morganson's Finish, regia di Fred Windemere (1926)
- La collana di Penelope (Honesty - The Best Policy), regia di Chester Bennett e Albert Ray (1926)
- Old Ironsides, regia di James Cruze (1926)
- Lightning Reporter, regia di John W. Noble (1926)
- Fangs of Justice, regia di Noel M. Smith (1926)
- Wolves of the Air, regia di Francis Ford (1927)
- The Princess on Broadway, regia di Dallas M. Fitzgerald (1927)
- The Snarl of Hate, regia di Noel M. Smith (1927)
- Held by the Law, regia di Ernst Laemmle (1927)
- Where Trails Begin, regia di Noel M. Smith (1927)
- Rose of the Bowery, regia di Bertram Bracken (1927)
- The Swell-Head, regia di Ralph Graves (1927)
- A Boy of the Streets, regia di Charles J. Hunt (1927)
- The Clown, regia di William James Craft (1927)
- The Flag: A Story Inspired by the Tradition of Betsy Ross, regia di Arthur Maude - cortometraggio (1927)
- Pretty Clothes, regia di Phil Rosen (1927)
- Good Time Charley, regia di Michael Curtiz (1927)
- Cross Breed, regia di Noel M. Smith (1927)
- Gambe nude (Bare Knees), regia di Erle C. Kenton (1928)
- Dunque è questo l'amore? (So This Is Love?), regia di Frank Capra (1928)
- Il teatro di Minnie (The Matinee Idol), regia di Frank R. Capra (Frank Capra) (1928)
- Vultures of the Sea, regia di Richard Thorpe (1928)
- Il prezzo della gloria (Melody Man), regia di Roy William Neill (1930)
- The Swellhead, regia di James Flood (1930)
- Femmine di lusso (Ladies of Leisure), regia di Frank Capra (1930)
- Ladies in Love, regia di Edgar Lewis (1930)
- Up the River, regia di John Ford (1930)
- The Girl of the Golden West, regia di John Francis Dillon (1930)
- Back Door to Heaven, regia di William K. Howard (1939)

### Regista
- Mr. Broadway, co-regia - non accreditato - di Edgar G. Ulmer (1933)